# Флаг Новоивановского сельского поселения (Краснодарский край)
Флаг муниципального образования Новоива́новское сельское поселение Новопокровского района Краснодарского края Российской Федерации — опознавательно-правовой знак, служащий официальным символом муниципального образования.
Флаг утверждён 25 марта 2011 года решением Совета Новоивановского сельского поселения № 96 и внесён в Государственный геральдический регистр Российской Федерации с присвоением регистрационного номера 6858.

## Описание
«Полотнище с отношением сторон 2:3, состоящее из двух горизонтальных полос, разделённых симметричной вогнутой сверху вниз дугой — верхняя полоса голубая, нижняя — красная. Посередине полотнища расположена композиция, выполненное белым, серым и жёлтым, в виде колокола на фоне двух шашек, Покрова Богородицы над ними и колосьев внизу».

## Обоснование символики
Флаг составлен на основании герба Новоивановского сельского поселения по правилам и соответствующим традициям вексиллологии и отражает исторические, культурные, социально-экономические, национальные и иные местные традиции.
Изображение Покрова является единым элементом флага всех поселений Новопокровского района Краснодарского края.
Изображение колокола в сочетании с Покровом и голубой частью полотнища аллегорически указывает на Свято-Покровский храм, со звонницей, построенный в 1913 году в станице Новоивановской, на средства жителей станицы.
Колокол в сочетании с шашками также символизирует готовность встать на защиту родной земли по первому зову.
Изображение казачьих шашек символизирует мужество, отвагу и аллегорически указывает что, поселение основано переселившимися в эти места казаками из соседних станиц, и развивалось благодаря их поддержке.
Изображение двух пучков пшеничных колосьев символизирует плодородие, достаток и указывают на то, что выращивание хлеба является основой экономики хозяйств поселения. Количество пучков из пшеничных колосьев указывает на станицы Новоивановскую и Плосскую входящие в состав поселения.
Голубой цвет (лазурь) цвет символизирует чистое небо, честь, искренность, добродетель, волю, веру и возвышенные устремления.
Красный цвет — символ красоты, мужества, отваги, крови пролитой жителями поселения в борьбе за Отечество.
Белый цвет (серебро) — символ простоты, ясности, мудрости и миролюбия.
Жёлтый цвет (золото) символизирует величие, богатство и процветание, прочность, а также говорит о верности, славе и заслугах жителей сельского поселения.